# Cmentarz wojenny w Białej Podlaskiej w Zofii Lesie
Cmentarz wojenny w Białej Podlaskiej w Zofii Lesie – nieistniejący cmentarz z I wojny światowej znajdujący się w Białej Podlaskiej w województwie lubelskim.
Znajdował się w rejonie ulic Sidorskiej, Waryńskiego, Parkowej i alei Jana Pawła II, na dawnej posesji rodziny Bilkiewiczów (obecnie Park Zofii Las).
Założony przez władze rosyjskie, prawdopodobnie chowano na nim żołnierzy rosyjskich.